# Franklin (Ohio)
Franklin ist eine City im Warren County, Ohio, Vereinigte Staaten. Das U.S. Census Bureau ermittelte bei der Volkszählung 2020 eine Einwohnerzahl von 11.690.

## Geschichte
Franklin wurde 1796 von General William C. Schenck gegründet und nach Benjamin Franklin benannt. Schon 1802, als Ohio noch kein eigener Bundesstaat, sondern Teil des Nordwestterritoriums war, wurde hier eine Poststation eröffnet. Postmeister wurde John N. C. Schenck, der Bruder des Generals. Das 1805 aus Holz errichtete Postgebäude ist bis heute erhalten geblieben, wurde jedoch an einer anderen Stelle in der Stadt wiederaufgebaut. 
Robert C. Schenck wurde am 4. Oktober 1809 in Franklin geboren. Er wurde im Jahr 1843 Abgeordneter des Staates Ohio im US-Repräsentantenhaus und wurde mehrere Male wiedergewählt. Im Bürgerkrieg wurde er Brigadegeneral. Robert Schenck starb 1890.
Franklin wurde 1814 eine eigenständige Gemeinde und 1951 zur Stadt erhoben.

## Söhne und Töchter der Stadt
- Samuel Bigger (1802–1845), Politiker
- Robert Cumming Schenck (1809–1890), Politiker, Diplomat und Offizier
- William A. Newell (1817–1901), Politiker
- Lewis D. Campbell (1811–1882), Diplomat und Politiker
- Willard Mullin (1902–1978), Cartoon-Zeichner